# Urchin
Urchin fue una banda británica de hard rock.

## Historia
Urchin fue la primera banda del músico Adrian Smith, la cual conformó junto a Dave Murray en 1977. Al poco tiempo, Murray se uniría a Iron Maiden. Urchin grabó un álbum de 7" llamado Black Leather Fantasy, y se disponía a firmar un contrato discográfico, pero todo se vino abajo por la partida de Adrian Smith a reemplazar a Dennis Stratton en Iron Maiden durante los últimos meses de 1980.
El 19 de diciembre de 1985 Adrian organizó una reunión con sus antiguos compañeros de banda y grabaron un disco en vivo titulado The Entire Population of Hackney en el Club "The Marquee" en Londres, junto a Nicko McBrain, compañero suyo en Iron Maiden.
En 1989, Adrian convocó algunos de sus compañeros en Urchin, y otros músicos, para formar el proyecto titulado ASAP (que significa Adrian Smith and Project). Lanzaron al mercado el disco Silver and Gold, que obtuvo buena aceptación por la crítica. Pese a ello, nunca realizaron un tour y se separaron luego de la partida de Adrian de Iron Maiden en 1990.

## Miembros
- Adrian Smith - guitarra, voz (1974 - 1980)
- Andy Barnett - guitarra (1977 - 1980)
- Dave Murray - guitarra (1977 - 1980)
- Alan Levitt - bajo (1974 - 1980)
- Barry Tyler - batería (1974 - 1980)

## Discografía

### Sencillos

#### Black Leather Fantasy (1977)
1. "Black Leather Fantasy"
2. "Rock N' Roll Woman"

#### She's a Roller (1978)
1. "She's a Roller"
2. "Long Time No Woman"

### Álbumes

#### Urchin (2004)
1. "She's a Roller"
2. "Long Time No Woman"
3. "Black Leather Fantasy"
4. "Rock N' Roll Woman"
5. "See Right Through You" (Live)
6. "See Right Through You"
7. "Walkin Out On You"
8. "Somedays"
9. "Watch Me Walk Away"
10. "The Latest Show"
11. "Life Time"